# Petrocephalus hutereaui
Petrocephalus hutereaui är en fiskart som först beskrevs av Boulenger, 1913.  Petrocephalus hutereaui ingår i släktet Petrocephalus och familjen Mormyridae. IUCN kategoriserar arten globalt som otillräckligt studerad. Inga underarter finns listade i Catalogue of Life.